# عقود التشييد
إن مشروعات التشييد بجميع أنواعها يتم تنفيذها بواسطة المتخصصين في هذه الصناعة، وهم من يُطلق عليهم مقاولي التشييد. 
ولكي يقوم المقاول بتنفيذ المشروع طبقاً لمواصفات ومخططات ورسومات محددة. فإن المالك يقوم بعقد اتفاق مع المقاول، وهو ما يُطلق عليه عقد التشييد أو عقد المقاولة، يقوم بموجبه المالك بدفع مبالغ مالية محددة في العقد إلى المقاول، نظير قيام المقاول بتنفيذ المشروع، وتسليمه إلى المالك في صورته المتفق عليها. 
في العادة يقوم المالك بالإعلان عن دعوة عدد من المقاولين لتقديم عطاءاتهم، لتنفيذ المشروع المعلن عنه مع تحديد التكلفة المطلوبة، ومن ثم يقوم المالك ومعاونيه باختيار المقاول المناسب بناءً على عدة عوامل مثل: الخبرة، والتكلفة المطلوبة، والإمكانيات، وسابقة الأعمال، ومدى التزام المقاول. 

## عقد المقاولة
تُعد من أكثر العقود التي يطبقها الإنسان في الحياة. وكانت تُسمى «إيجار أصل الصنائع». ويُعد تعريفها على أنها «عقد يتعهد بمقتضاه أحد المتعاقدين أن يصنع شيئاً أو يعمل عملاً لقاء أجر يتعهد به المتعاقد الآخر» 

### خصائص عقد المقاولة
1. هو عقد لا يقوم على أساس الاعتبار الشخصي، إلا إذا هناك بالعقد شرط يمنع المقاول من استخدام مقاول من الباطن أو كانت طبيعة العمل تفترض الاعتماد على كفايته الشخصية.[3]
2. هو عقد رضائي: ولذلك فالأصل فيه ألا يكون له شكل خاص، فهو ينعقد بمجرد تراضي الطرفين سواء تم ذلك كتابة أو شفاهة أو بالإشارة الدالة.
3. هو عقد معاوضة: أي أن له مقابل لكل من طرفيه.
4. هو عقد ملزم للجانبين: أي لا يستطيع أحد طرفيه التحلل من التزامه بإرادة منفردة وإلا كان ملتزماً بتعويض الطرف الآخر.
5. هو عقد وارد على العمل: أي أنه ليس وارد على الشخص (فالتعاقد يكون على صنع باب، وليس على صانع الباب)

### أركان عقد المقاولة
- الرضا: بعناصره (الإيجاب، والقبول المُطابق للإيجاب)، وبعيوبه: (الغلط، التدليس، الإكراه، والاستغلال)
- المَحَل (أي موضوع العقد): لم يُحدد القانون شروطاً خاصة لمحل عقد المقاولة ولكن يجب أن يكون ممكنناً، مُعيناً، ومشروعاً.
- السبب: هو الأجر في عقد المقاولة. ويجب أن يكون الأجر معيناً، أو قابلاً للتعيين (مثل ذِكر أن تسعير البنود يلتزم بالأسعار باللائحة الخاصة بالهيئة)

### آثار عقد المقاولة

#### التزمات المقاول
تتلخص التزامات المقاول وفقاً للقانون المصري على المواد (647-650 مدني) 
وهي كالتالي: 
- إنجاز العمل وفقاً للعقد والمواصفات المُلحقة (التزام بتحقيق نتيجة)، وفي حالة عدم وجود مواصفات، يكون التزام المقاول بما يؤدي الغرض من المبنى.
- المحافظة على سلامة المواد والأشياء المُسلمة إليه في الموقع.
- إذا ثبت أثناء العمل أن المقاول يقوم به على وجه معيب، أومناف للعقد، جاز لرب العمل أن ينذره من طريقة التنفيذ خلال أجل معقول يعينه له، فإذا انقضى الأجل دون أن يرجع المقاول إلى الطريقة الصحيحة، جاز لرب العمل أن يطلب إما فسخ العقد وإما أن يعهد العمل إلى مقاول آخر وعلى نفقة المقاول الأول.[4]
- تسليم العمل: وقد يكون صراحةً أو ضمنياً. وهو يعني بإتمام وإنجاز المقاول للأعمال وانتقال تبعة المبنى إلى المالك.

#### التزامات رب العمل
طبقاً للقانون المدني المصري المتمثل في مواده (655-660)، فإن التزامات رب العمل هي: 
- التزام بتمكين المقاول من الموقع، ويتحقق ذلك فيما يلي:

1. توفير تراخيص البناء
2. توفير تراخيص المرافق اللازمة للإنشاء
3. تسليم الموقع تسليماً مستمراً وثابتاً وظاهراً
4. توريد المواد المُكلف بتوريدها في الوقت المُتفق عليه
5. ترك المقاول ينجز العمل، فلا يقيم أمامه عقبات في سبيل ذلك.

## أنواع عقود التشييد
إن العقود في صناعة التشييد غالباً ما تشير إلى اتفاقات بين المالك والمقاول يقوم بموجبها المقاول بتنفيذ الأعمال المبينة في العقد، ملتزماً باللوحات المعمارية والإنشائية والتفصيلية، والمواصفات والاشتراطات المُرفقة مع مستندات العقد، نظير مبالغ مالية تُدفع له من قِبَل المالك وبالأسلوب الموضح بالعقد. وتختلف عقود التشييد إلى نوعين رئيسيين طبقاً لأسلوب التعامل المادي بين المالك والمقاول.
فهناك عقود تعتمد على أن التعامل المادي يكون على أساس الثمن. وهو التكلفة الكلية للمشروع من حيث التكلفة المباشرة والغير مباشرة. ومنها نوعان رئيسيان: 
- عقد الثمن الكُلي
- عقد ثمن الوحدة

وهناك عقود تعتمد على أن التعامل المادي يكون على أساس التكلفة المباشرة فقط ومنها نوعان رئيسيان: 
- عقد التكلفة زائد نسبة أو عقد استرداد مصروفات
- عقد التكلفة المستهدفة

### عقود الثمن

#### عقد الثمن الكُلي
Lump Sum Contract
هو أحد أنواع عقود التشييد التي يلتزم فيها المقاول بالقيام بالأعمال المتفق عليها، نظير مبلغ إجمالي ثابت من المال يدفعه المالك. ويُلاحظ أن ثبات المبلغ المتفق عليه يُحمل المقاول مسئولية أي مخاطر يتعرض لها المشروع أثناء التنفيذ، ولا يتحمل المالك أي مشاركة في تحمل أي نسبة من أي زيادة مالية يتعرض لها المشروع.
إن استخدام عقد الثمن الكلي يُحتم تحديد التكلفة الكلية بدقة عالية قبل التعاقد مما يؤدي إلى ضرورة الانتهاء تماماً من جميع الرسومات، والتصميمات، والمواصفات وأي متطلبات خاصة بالمشروع قبل البدء في إعداد جداول الكميات وحساب التكلفة والتعاقد. ويُمكن ذكر خصائص هذا النوع من التعاقد في النقاط التالية: 
1. يتميز بثبات التكلفة الكلية للمشروع وذلك من وجهة نظر المالك
2. لا يعطي أي مرونة للمالك لإحداث تغيير في عدد أو حجم بنود المشروع
3. يوفر للمقاول حافزاً كبيراً جداً لتوفير أي مبالغ مالية
4. يُشترط الانتهاء التام من جميع التصميمات والرسومات والمواصفات
5. يتحمل المقاول جميع المخاطر التي قد يتعرض لها المشروع

##### زيادة الكميات
إن الأصل في هذه الحالة أنه لا يمكن الزيادة في الأجر الإجمالي المتفق عليه إلا في الحالات التي بينتها المادة 658 من القانون المدني وهي على النحو التالي:
- أن يكون التعديل أو الإضافة راجعاً إلى خطأ من رب العمل.
- أن يكون التعديل والإضافة قد تم بإذن من رب العمل وأتفق معه على تحديد الأجر، ويجب أن يكون الاتفاق كتابة إذا كان العقد الأصلي مكتوباً.
- أن يكون العقد قد احتوى على شرط إضافي يسمح بذلك.

وفي كل الأحوال يمكن الاتفاق بين المقاول ورب العمل على الزيادة في الأجر، وإلا وجب الرجوع إلى القاضي لتقديرها. ويجوز للقاضي أن يحكم بزيادة السعر الإجمالي أو بفسخ العقد إذا أمكن تطبيق نظرية الظروف الطارئة، ولم يبدأ تنفيذ الالتزام. أما إذا كان التنفيذ قد بدأ، فلا يجوز تعديل السعر.

#### عقد ثمن الوحدة
Unit Price Contract
يعتمد هذا النوع من العقود على ثمن الوحدة من كل بند، والذي يتم تقدير التكلفة له من قِبَل المقاول، بناءً على جداول الكميات التي يتم حصرهامن خلال الرسومات المعمارية والإنشائية. يقوم المقاول أو من ينوب عنه وبناء على حجم الأعمال المذكورة في جداول الكميات نظير كل بند وبعد تحديد أسلوب التنفيذ المناسب بتحديد أطقم العمل والتي تتكون من عمالة ومعدات، وكذلك حساب كميات المواد الخام اللازمة لتنفيذ هذه البنود. وبالتالي يمكن حساب التكلفة المباشرة للبند. وذلك بجمع تكلفة الموارد المطلوبة من عمال ومواد ومعدات، ثم تُقدر التكلفة الغير مباشرة ومنها: إدارة الموقع، الإدارة العامة، الضمان، المخاطر، الربح، كنسبة من التكلفة المباشرة، وتضاف إليها، فيتم الحصول على التكلفة الكلية للبند أي ثمن البند.
إن خصائص هذا النوع من العقود تتميز بما يلي: 
1. يمكن استخدام هذا النوع من العقود حتى في حالة عدم اكتمال التصميمات على عكس عقد الثمن الكلي
2. يُسمح للمالك بإحداث بعض التغييرات في بعض البنود بالزيادة أو بالنقص أثناء مرحلة التنفيذ
3. مشاركة كل من المالك والمقاول في تحمل المخاطر التي قد يتعرض لها المشروع أثناء أعمال التنفيذ
4. التكلفة النهائية للمشروع غير مُحددة، ولا يُمكن معرفتها قبل الانتهاء تماماً من أعمال التنفيذ، حيث يتم الحساب المادي بين المالك والمقاول على أساس ثمن الوحدة وأن كمية العمل قابلة للتغيير، وليس على أساس ثمن المشروع كما هو متبع في عقد الثمن الكلي.

##### زيادة الكميات
بالنسبة للقانون المصري، تتولى المادة 657 من القانون المدني تنظيم ذلك بحسب مجاوزة المُقايسة المُقدرة. وذلك على النحو التالي: 
| يُلزم رب العمل بدفع التكلفة عند عمل الحساب الختامي | على المقاول أن يُخطر رب العمل في الحال مبيناً مقدار الزيادة المتوقعة في الثمن، وإلا سقط حقه في استرداد ما جاوز به قيمة المقايسة من نفقات وليس للمقاول وقف التنفيذ. | * لا بد من إخطار رب العمل ووقف التنفيذ، * لابد من قبول رب العمل قبل البدء في استئناف الأعمال، * عند القبول، يقوم رب العمل بتحمل الزيادة في التكلفة، * عند الرفض والتحلل من العقد، يقوم رب العمل بإعطاء المقاول قيمة ما أنجزه من العمل دون أن يعوضه عما فاته من كسب (أي ما كان يستطيع كسبه لو أنه أتم العمل). |

### عقود التكلفة

#### عقد التكلفة زائد نسبة أو عقد استرداد مصروفات
Cost Plus Contract Or Cost Reimbursable Contract
في هذا النوع من العقود يتم الاتفاق بين المالك والمقاول على أساس قيام المقاول بالعمل المطلوب، نظير استرداد أي مصروفات يقوم بإنفاقها بالإضافة إلى نسبة للمقاول نظير الإدارة والربح. وقد يُستبدل بهذه النسبة مبلغ ثابت، أو قد يتم الجمع بينهما، بمعنى حصول المقاول على مبلغ ثابت متفق عليه بالإضافة إلى نسبة من المصروفات، ويُفضل استخدام هذا النوع من العقود في الحالات التالية:
1. في حالة المشروعات القابلة لتغيير كميات العمل بها أثناء التنفيذ، أي أن حجم العمل في المشروع غير محدد تماماً حالياً، ويرغب المالك في بدء التنفيذ، توفيراً للوقت.
2. في حالة المشروعات التي تتطلب البدء في أعمال التنفيذ بأسرع ما يمكن دون انتظار للدراسات والتصميمات، مثل: أعمال الصيانة، أو استكمال أعمال توقفت لأي سبب من الأسباب ويُراد البدء في استكمالها بأسرع وقت.
3. في حالة رغبة المالك المشاركة في إدارة المشروع، ومراقبته بنفسه، حيث إن قيامه بدفع المصروفات المباشرة سيوفر له فرصة الاطلاع على كافة الحسابات ومعدلات العمل ونظام الصرف.

- ومن أهم مميزات هذا النوع من العقود ما يلي:

1. سرعة البدء في أعمال التنفيذ حتى قبل الانتهاء من أعمال التصميمات، حيث إن تقدير التكلفة لا يتوقف عليه التعاقد.
2. مشاركة المالك في إدارة المشروع ومتابعته، حيث يتمكن من الاطلاع على المصروفات، ويكون على دراية تامة بنسبة المبالغ التي تعطي للمقاول.
3. إعطاء المالك مرونة عالية في إحداث أي تغيرات في بنود المشروع أو متطلباته.

- أما عيوب هذا النوع من العقود ما يلي:

1. غياب أي حافز للمقاول لرفع كفاءة العمل، وبالتالي التوفير في المصروفات، بل ربما يحدث عكس ذلك، حيث إن من صالح المقاول زيادة المصروفات لأن ذلك يزيد من المبالغ التي يأخذها.

#### عقد التكلفة المستهدفة
Target Cost Contract
في هذا النوع من العقود يتم الاتفاق بين المالك والمقاول على أساس قيام المقاول بتنفيذ المشروع ومسئولية المالك عن المصروفات، بالإضافة إلى نسبة من هذه المصروفات تُدفع للمقاول نظير عمله وإدارته للتنفيذ، وإلى هذا الحد فهو يشبه تماماً عقد التكلفة زائد نسبة، ولكن في عقد التكلفة المستهدفة يُضاف شرط أساسي للعقد وهو مشاركة المقاول في تحمل جزء من أي مصروفات تزيد عن التكلفة النهائية للمشروع، والتي يُطلق عليها التكلفة المستهدفة.

### عقد الإدارة
يتم هذا النوع من التعاقدات بين المالك كطرف أول وبين مكتب متخصص في إدارة المشروع كطرف ثان، على أساس أن يقوم هذا المكتب بإدارة المشروع في جميع مراحله (دراسة جدوى، التصميم، التعاقد، التنفيذ، التسليم) أو في بعض هذه المراحل فقط. وذلك يتوقف على إمكانيات المالك، وطبيعة المشروع، فقد يقوم الطرف الثاني مثلاً بإدارة مرحلة التصميم والتنفيذ أو أحدهما، وقد يُشارك في مرحلة دراسة الجدوى والإشراف على مرحلة العطاءات مثلاً.
يتميز هذا النوع من التعاقدات بقيام الطرف الثاني (إدارة المشروع) ونيابة عن المالك بالتعاقد مع المقاول الرئيسي ومقاولي الباطن والموردين والتعامل معهم نيابة عن المالك، ومن خلال خبرته العالية في إدارة المشروعات يمكن الوصول لنتائج ممتازة من ناحية الجودة وزمن التنفيذ وتكلفة المشروع التي تقل كثيراً نتيجة المستوى العالي من الإدارة.

### عقد المشورة
المشورة هي الرأي الذي يُرشد طالبه إلى ما يجب أن يفعله في الموضوع الذي يستشير فيه ليحقق ما يصبو إليه. ولذلك لا تكون إلا من خبير في التخصص الذي يطلب فيه الطالب المشورة.
وعقد المشورة هو «العقد الذي يفرض على أحد التعاقدين التزاماً بتقديم المشورة اعتماداً على مركزه الأقوى -باعتباره مهنياً- ليساعد العميل على اتخاذ قرار نهائي، بصدد موضوع الاستشارة، وذلك مقابل أجر».
أو «هو اتفاق بين شخص يُقال له المستشار، يلتزم بمقتضاه تجاه شخص آخر أو أكثر يُقال لهم العملاء، بأن يُقدم لهم ما من شأنه أن يؤدي إلى نجاح وتحقيق الهدف الذي يسعون إليه». 
يتميز هذا العقد على أنه عقد مقاولة ولكنه من طبيعة خاصة. ويكون له الخصائص التالية: 
- عقد رضائي: أي ليس له شكل معين، وليس له طقوس (مثل عقد إيجار الأراضي...)
- عقد مهني: يتعلق بمهنة معينة
- عقد ملزم للجانبين
- للاعتبار الشخصي فيه دور هام. (لا يجوز التنازل عنه للغير- مثل عقد الإيجار-كما لا يجوز فيه المقاولة من الباطن).
- عقد استقلال
- عقد غير مُسمى (مقاولة من نوع خاص) ولذلك يرجع فيه إلى عقد المقاولة في القانون المدني. وهذا هو الراجح قضائياً.

## تصنيف عقود التشييد
وهي ما يُطلق عليها أيضاً تصنيف العقود الهندسية، فإن عقود التشييد يمكن تصنيفها بأكثر من طريقة طبقاً لأطراف العقد أو لطريقة المحاسبة (كما هو موضح أعلاه)، أو لنطاق الأعمال، على الوجه التالي: 

### تصنيف طبقاً لأطراف العقد
- من وجهة نظر المالك:

1. عقد مقاولة بين المالك والمقاول
2. عقد قرض أو تمويل بين المالك والممول
3. عقد مقاولة بين المالك والاستشاري
4. عقد توريد بين المالك والمورد
5. عقد إدارة بين المالك والمسئول عن إدارة المشروع

- من وجهة نظر المقاول:

1. عقد عمل بين المقاول والعاملين
2. عقد مقاولة من الباطن: بين المقاول العام ومقاولي الباطن
3. عقد إدارة بين المقاول وإدارة المشروع (العقد) لحساب المقاول

### تصنيف طبقاً لنطاق الأعمال
1. عقود تخصصية
2. عقود تصميم وإشراف
3. عقود مقاولة، مقاولة من الباطن
4. عقود تصميم وتنفيذ
5. عقود تسليم مفتاح
6. عقود ال BOT
7. عقود الحصول على خدمة (عن طريق تملك الرقبة أو بدون ملكية الرقبة)

### أنواع عقود الحصول على خدمة
1. عقد وكالة: للقيام بعمل قانوني فقط
2. عقد عمل: العمل خاضع لإشراف مباشر من رب العمل
3. عقد مقاولة

## مستندات عقد التشييد

### المواصفات وأنواعها
تحتوي المواصفات على جميع الشروط والمواصفات الواجب توافرها في المواد المستخدمة في صناعة التشييد، كما تحتوي على أسس الصناعة وأساليب القياس، والمقادير القياسية التي تُعتبر أساساً للحكم على صلاحية العمل. فالمقصود من المواصفات في عقود التشييد: هي مجموعة الاشتراطات والتوصيات التي يتم كتابتها وتوثيقها للرجوع إليها عند أعمال التنفيذ والتسلم. 
تُعتبر المواصفات أحد مستندات العقد الرئيسية ويُعبر عنها كاشتراطات عامة في صورة المواصفات العامة، أو كاشتراطات خاصة في صورة مواصفات خاصة بالمشروع. ونظراً إلى أن مواصفات المشروع من مسئوليات المهندس المصمم (المعماري والإنشائي) فإن ذلك يتطلب إلماماً واسعاً واطلاع مستمر، وقدرة على كتابة المواصفات بطريقة واضحة ودقيقة وسهلة الفهم, وهذا يُحتم على من يقوم بكتابة المواصفات على دراية بكل ما هو جديد في عالم الإنشاء والتشييد. وأن يكون مطلعاً على صفات وخصائص المواد وما بها من مميزات وعيوب وكذلك أسعارها. كما يجب أيضاً أن يكون مُلماً بأنواع المُعدات وإنتاجيتها، وخصائصها وتكلفة التشغيل، والصيانة، ومميزات وعيوب استخدام هذه المعدات في ظروف وطبيعة المشروعات المختلفة. 
- الاشتراطات العامة: قامت الكثير من الهيئات العالمية المهتمة بمجال صناعة التشييد بوضع اشتراطات عامة، بغرض تدويلها والاستفادة منها عند كتابة عقود التشييد، وبخاصة في المشروعات الدولية. ومن أمثلة الهيئات العالمية التي قامت بجهد كبير في هذا المجال هم: الهيئة الأمريكية للهندسة المعمارية، وجمعية الهندسة المدنية الأمريكية، والجمعية البريطانية للهندسة المدنية، وغيرها.

تحتوي الاشتراطات العامة عادةً على: 
1. تعريف عام بالمشروع ومن هو المالك والمقاول والمصمم.
2. محتويات العقد ومستنداته
3. حقوق ومسئوليات المقاول
4. حقوق ومسئوليات المصمم
5. الزمن المُقدر لتنفيذ المشروع
6. أسلوب التعامل المادي بين المالك والمقاول
7. الشروط المرتبطة بأي تغييرات في بنود المشروع
8. التأمينات والضمانات اللازمة
9. الأسلوب الواجب اتباعه لفض أي منازعات.

- الاشتراطات الخاصة: وهي الاشتراطات التكميلية التي تُضاف إلى الاشتراطات العامة، وذلك لتحقيق بعض متطلبات المشروع، والتي لم تتحقق بالاشتراطات العامة، أو يُراد منهاتعديل بعض بنود الاشتراطات العامة، لتناسب ظروف المشروع تحت الدراسة. ومن أمثلة الاشتراطات الخاصة ما يلي:

1. تغيير نظام التأمينات المنصوص عليه في الاشتراطات العامة.
2. اشتراطات خاصة بإعطاء المالك بعض الحرية في إحداث تغييرات في بنود المشروع دون زيادة في الأسعار.
3. مسئولية المالك عن توفير بعض المعدات أو المواد غير المتوفرة محلياً. وتوفير بعض الخدمات الخاصة مثل: الأعمال المساحية أو أعمال اختبار التربة أو الخدمات العامة (تليفونات- كهرباء- مياه)
4. اشتراطات عدم انشغال المقاول بأعمال أخرى أثناء فترة تنفيذ المشروع، أو وضع حدود لذلك.
5. غرامات التأخير وكيفية تحمل المخاطر كل حسب نوعه

- بصفة عامة يمكن تقسيم المواصفات إلى الأنواع التالية:

#### مواصفات التقنية
Technical Specifications
وهي المواصفات التي تحدد أسلوب التنفيذ، والتقنيات الواجب استخدامها في ذلك. وعادة يتم وضع تصور كامل لتنفيذ البنود المختلفة حسب المواصفات التي يضعها المهندس المصمم، وفي إطار الاشتراطات العامة، مثل: أعمال الحفر، الخرسانات، أعمال العزل، أعمال الكهرباء..وهكذا.
وفي كل بند من البنود السابقة، يتم توصيف المواد الواجب استخدامها، ومستوى العمالة المطلوبة للتنفيذ، وجودة المعدات، وتحديد أسلوب المتابعة، والتأكد من التزام المقاول بما جاء في هذه المواصفات من خلال الاختبارات الدورية مثل: الاختبارات غير المُتلفة، والفحص المستمر على ما يتم تنفيذه.

#### مواصفات الآداء
Performance Specifications
والمقصود بذلك المواصفات الواجب أن يكون عليها البند بعد إنجازه، بمعنى أن يكون في صورة مرضية، ويؤدي الغرض منه بكفاءة. في هذا النوع من المواصفات قد يُترَك للمقاول اختيار أسلوب التنفيذ والتقنية المناسبة، على أن يضمن تحقيق جميع الاشتراطات والمواصفات وتحمل أي أعمال تُخالف ذلك عند التسلم واختبار الأعمال المنفذة، وهذا يعطي مرونة للمقاول في استخدام ما يراه مناسباً من تقنيات وأسلوب تنفيذ من واقع خبرته في العمل بهذا المجال.

#### مواصفات المواد والعمالة
Material & Workmanship Specifications
هي المواصفات التي تحدد أنواع وصفات المواد المُستخدمة، سواء الصفات الطبيعية أو الميكانيكية للمادة، بالإضافة إلى اشتراطات النقل والتداول والتخزين والتركيب.
أما بخصوص العمالة فتوضع لها بعض الاشتراطات، من ناحية مستوى الخبرة المطلوب، ومستوى الآداء، وبخاصة الأعمال التي تحتاج لدقة عالية في الآداء مثل: أعمال اللحام، وبعض أعمال التركيبات الميكانيكية، ومن حق المالك أو من يمثله إجراء الاختبارات اللازمة للتأكد من توافر المهارات المطلوبة لدى المرشحين للقيام بهذه الأعمال، من لم تثبت جدارته فيتم استبداله بمعرفة المقاول وتحت مسئوليته.

#### المواصفات المحددة
Closed Specifications
المقصود بهذه المواصفات تحديد نوع معين من المواد أو العمالة والمعدات، وذكر ذلك في الاشتراطات والمواصفات. مع عدم السماح باستبداله ببديل مناسب. ويمكن في هذه الحالة ذكر اسم المادة أو المواصفات الخاصة بها، والتي لا تتوافر إلا في هذا النوع، وكثيراً ما تُستخدم هذه المواصفات في أعمال القطاع الخاص، بينما لا يُفضل استخدامه في أعمال الحكومة والقطاع العام حتى لا يكون أحد وسائل المحاباة أو العمل على تسويق أنواع معينة من المواد أو المعدات دون غيجاد المنافسة اللازمة بين الموردين.

#### المواصفات المفتوحة
Open Specifications
هي المواصفات التي يجب توافرها في المواد المُستخدمة، دون التقيد بنوع معين، بحيث يعطي للمقاول حرية التعامل مع أي من الموردين، بشرط توافر هذه المواصفات فيما يتم استخدامه من المواد.
وفي بعض الحالات قد يضطر المهندس إلى تحديد نوع معين من المواد لتحقيق جودة خاصة، مع إعطا المقاول فرصة لتغيير ما تم تحديده من مواد في إطار الصفات المذكورة، وذلك لرفع درجة المنافسة بين الموردين وبالتالي تقليل الأسعار. وفي حالة وجود أي خلافات بين المالك والمقاول يتم اللجوء إلى الاستشاري لإبداء الرأي.

#### المواصفات القياسية
Standard Specifications 
وهي المواصفات التي توضع من قِبَل الهيئات المتخصصة والمسئولة عن تنفيذ بعض المشروعات الخاصة، مثل هيئة الطرق والكباري، حيث تقوم بوضع المواصفات القياسية لتنفيذ بنود تشييد أعمال الطرق والكباري، وقد توضِع هذه المواصفات من قِبل النقابات المهنية.

## حساب الكميات
(Quantity surveys (takeoff
المقصود به هو حساب كميات المواد والأعمال اللازم تنفيذها في شكل بنود لازمة لإستكمال المشروع، وذلك لوضع خطة وأسلوب تنفيذ هذه البنود، وبالتالي حساب التكلفة لكل بند من المواد والمعدات والعمالة.
ومن ثم تحديد التكلفة المباشرة للبند، وبإضافة التكلفة غير المباشرة يتم تحديد التكلفة الكلية للبنود. ومن ثم تكلفة المشروع 
جداول الكميات هي أحد مستندات العقد، ويتم تجهيزها بواسطة المهندس المصمم، وتُرفق مع مستندات العطاء إلا أن هذه الكميات التي يتم حسابها من قِبل المصمم لا تُعتبر ملزمة، بل تُعتبر حسابات تقديرية، يتم مراجعتها والتأكد من دقتها المقاول.